# Gerhardsennuten
Der Gerhardsennuten ist ein 1730 m hoher Berg in der Heimefrontfjella des ostantarktischen Königin-Maud-Lands. Er ragt am nördlichen Ausläufer der Sivorgfjella auf.
Wissenschaftler des Norwegischen Polarinstituts benannten ihn 1967 nach Einar Gerhardsen (1897–1987), einem Anführer der Widerstandsbewegung gegen die deutsche Besatzung Norwegens während des Zweiten Weltkriegs und späteren Ministerpräsidenten Norwegens.